# Агент уайт

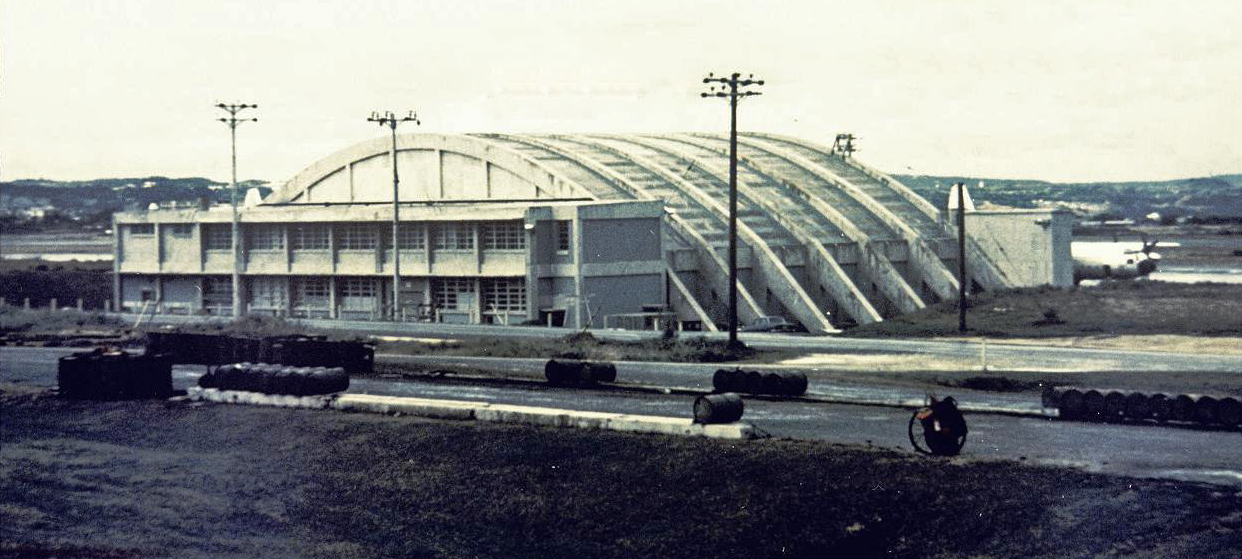
Бочки с «эйджент уайт» складированы под открытым небом на базе Корпуса морской пехоты США «Футенма», 1970 год

Агент уайт, «эйджент уайт» (англ. Agent White, белый реагент) — кодовое название гербицида и дефолианта, который американские военные использовали в экологической войне против Вьетнама. Название происходит от белой полосы, нарисованной на бочках с этим препаратом. Во многом вдохновлённый использованием гербицидов и дефолиантов во время британской войны в Малайе, он был одним из так называемых «радужных гербицидов», куда также относится печально известный агент оранж.
Агент уайт представляет собой смесь гербицидов 2,4-Д и пиклорама в соотношении 4:1. В отличие от более известного агента оранж, агент уайт не содержит ядовитых диоксинов, которыми были загрязнены все дефолианты, содержавшие 2,4,5-трихлорфеноксиуксусную кислоту, по причине несовершенства технологии синтеза последней. Агент уайт был разработан компанией «Доу Кемикэл», которая и стала его главным производителем по заказу Министерства обороны США, совместно с несколькими другими крупными подрядчиками, а именно «Юнион Карбайд» и «Монсанто».
Агент уайт использовался, когда агент оранж был недоступен, в том числе в течение нескольких месяцев после приостановки его использования в апреле 1970 года. Во Вьетнаме в период между 1966 и 1971 годом было использовано примерно 5,4 миллионов галлонов США (20 000 м3) этой гербицидной смеси. Кроме того, американские военные протестировали агент уайт, Tordon 101 и пиклорам в различных концентрациях на полигонах в США и Пуэрто-Рико в 1960-х годах.
Под маркой Tordon 101 Dow AgroSciences наладили серийный выпуск подобного продукта, содержащего смесь 2,4-Д и пиклорама.